# Neohaploglenius angulatus
Neohaploglenius angulatus is een insect uit de familie van de vlinderhaften (Ascalaphidae), die tot de orde netvleugeligen (Neuroptera) behoort. 
Neohaploglenius angulatus is voor het eerst wetenschappelijk beschreven door Gerstäcker in 1894.